# Verdes, Regionalistas y Humanistas
Verdes, Regionalistas y Humanistas es una coalición electoral chilena creada el 16 de agosto de 2025 para las elecciones parlamentarias de 2025. Esta conformada por la Federación Regionalista Verde Social (FRVS) y Acción Humanista (AH), partidos que decidieron presentar una lista separada de Unidad por Chile, la alianza de centroizquierda e izquierda que aglutinaba a las colectividades que respaldaban al Gobierno de Gabriel Boric.

## Historia

### Antecedentes
El diputado Jaime Mulet, que compitió en las primarias presidenciales de Unidad por Chile como candidato de la FRVS, manifestó en julio de 2025 su postura a favor de que el oficialismo presentara dos listas en las elecciones parlamentarias. Su idea iba en contra de las aspiraciones del presidente Gabriel Boric y de la candidata presidencial Jeannette Jara, que apoyaban la creación de una lista en conjunto con el Partido Demócrata Cristiano (PDC) para enfrentar en unidad a la oposición de derecha. Las negociaciones entre los nueve partidos componentes de la alianza de centroizquierda no avanzaron. Mulet acusó a las colectividades grandes del pacto como el Frente Amplio (FA) y el Partido Comunista (PCCh) de tener «pretensiones desmedidas» en la repartición de los cupos. El diputado y presidente de AH, Tomás Hirsch, se unió a los reclamos del líder de la FRVS.
El quiebre definitivo se concretó el 12 de agosto, cuando los representantes de la FRVS y de AH anunciaron su salida de la mesa de negociación y confirmaron la creación de una lista separada. A pesar de esta separación, los dos partidos confirmaron su respaldo a la candidata Jeannette Jara para la elección presidencial de 2025.

### Inscripción
La lista fue inscrita el 16 de agosto ante el Servicio Electoral (Servel) con el nombre de «Verdes, Regionalistas y Humanistas». Además de la FRVS y AH, el pacto incluyó a otros movimientos políticos como Transformar Chile, que es integrado por el exalcalde de Valparaíso, Jorge Sharp, y el Movimiento Archipiélago Soberano. Las negociaciones para crear la lista incluyeron al Partido Popular (PP) y al Partido Alianza Verde Popular (PAVP), los que finalmente no fueron inscritos en la formalización del pacto. La coalición anunció que presentará 140 candidatos en todo el país.

## Composición
La coalición está conformada por los siguientes partidos:
| Partido                              | Presidente       |
| ------------------------------------ | ---------------- |
| Federación Regionalista Verde Social | Flavia Torrealba |
| Acción Humanista                     | Tomás Hirsch     |

Además, hacen parte los siguientes movimientos, los cuales no están inscritos legalmente ante el Servicio Electoral:
- Transformar Chile
- Movimiento Archipiélago Soberano